# Michael Wilton
Michael Wilton (ur. 23 lutego 1962 r. w San Francisco) – amerykański gitarzysta progresywno-metalowego zespołu Queensrÿche.
W 2004 roku muzyk wraz z Chrisem DeGarmo został sklasyfikowany na 53. miejscu listy 100 najlepszych gitarzystów heavymetalowych wszech czasów według magazynu Guitar World.

## Młodość
Kontakt Michaela z muzyką zaczął się w wieku ośmiu lat, kiedy dostał od wujka gitarę basową. Jego wujek zginął później w wypadku motocyklowym. Zaczął uczyć się gry na gitarze basowej, grając piosenki zespołów i gitarzystów z kolekcji ojca, m.in.: The Beatles, Jimi Hendrix, The Rolling Stones i Bob Dylan. Michael zaczął grać na gitarze elektrycznej, gdy kupił swoją pierwszą gitarę, kopię Les Paula z futerałem. W okresie gimnazjalnym zaczął wnikać w świat gitarzystów. Słuchał hard-rocka, jak UFO (zespół muzyczny), Judas Priest, Iron Maiden i Van Halen i zaczął ćwiczyć na gitarze bardzo intensywnie - ponad 2 godziny dziennie.

## Kariera
Michael uczęszczał do Cornish College of the Arts in Seattle, gdzie poznał przyszłego perkusistę Queensrÿche, Scotta Rockenfielda. Gdy ukończył gimnazjum, Wilton zaczął uczęszczać do Cornish Institute of Allied Arts w Seattle, gdzie studiował jazz i muzykę poważną. To był jego wielki krok, ponieważ zaczął doceniać muzykę bardziej pogańską, etniczną, co dało mu duży wpływ jako muzyk progresywno-rockowy. Z trzema przyjaciółmi, zaczęli grać na imprezach jako grupa The Mob. W 1982 poznał Geoffa Tate'a. W 1983 zespół Queensrÿche wydał swoją debiutancką płytę nazwaną Queensrÿche. Gdy Chris DeGarmo opuścił zespół w 1998, Michael zastępował go na koncertach, grając partie Chrisa.

## Gitary
Wilton używał wielu gitar przez 24 lata kariery, najczęściej były to gitary marki ESP Gibson i Fender.